# Écoust-Saint-Mein
 Écoust-Saint-Mein  es una población y comuna francesa, situada en la región de Norte-Paso de Calais, departamento de Paso de Calais, en el distrito de Arras y cantón de Croisilles. La película 1917 está ambientada en esta localidad.

## Demografía
| 460 | 466 | 453 | 468 | 443 | 429 |
| Para los censos de 1962 a 1999 la población legal corresponde a la población sin duplicidades (Fuente: INSEE [Consultar]) |     |     |     |     |     |